# Aktedrilus podeilema
Aktedrilus podeilema är en ringmaskart som beskrevs av Pinder, Eberhard och Humphreys 2006. Aktedrilus podeilema ingår i släktet Aktedrilus och familjen glattmaskar. Inga underarter finns listade i Catalogue of Life.